# Víðimýri
Víðimýri ist ursprünglich ein Bauernhof im Nordwesten von Island. 
Dieser Hof liegt in der Gemeinde Skagafjörður und ist  für die Víðimýrarkirkja bekannt.
Das ist eine der wenigen verbliebenen Torfkirchen in Island.
Der Hof und die Kirche sind über den Víðimýrarvegur 7681 zu erreichen, der von der Ringstraße  westlich von Varmahlíð nach Süden abzweigt.
Anders als bei den Torfhöfen sind bei der Kirche beide Giebelwände aus Holz gebaut, die Seitenwände sind aus Torf und das Dach ist mit Grassoden bedeckt.
Diese Kirche wurde im Jahr 1834 gebaut.
Seit der Sagazeit standen an diesem Ort Kirchen. 